# Libur

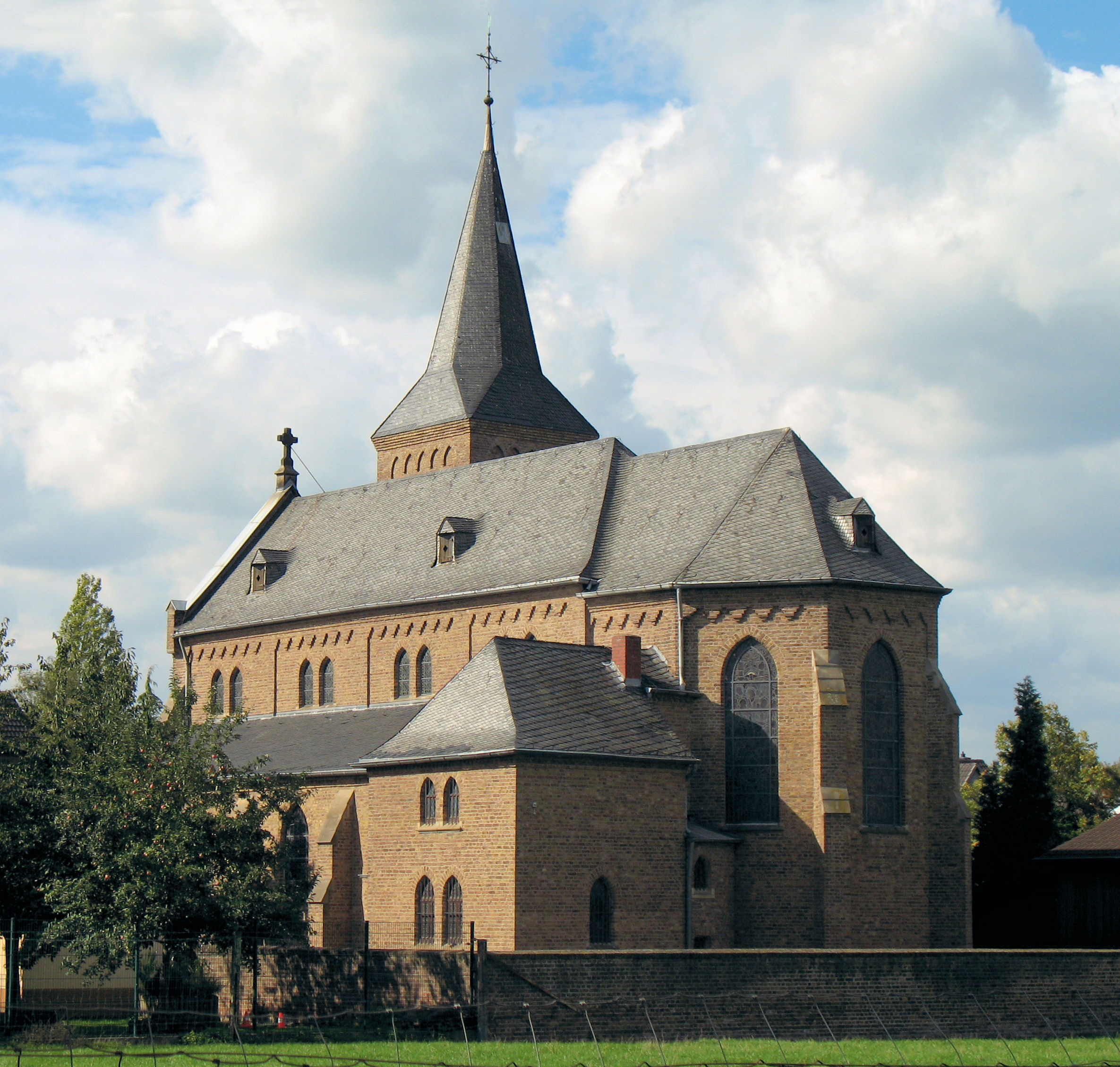
Pfarrkirche St. Margaretha

Libur ist der südlichste Stadtteil der Stadt Köln. Er gehört zum Stadtbezirk Porz. Libur ist der Stadtteil mit der geringsten Einwohnerzahl und der niedrigsten Bevölkerungsdichte innerhalb der Stadt Köln.

## Lage
Libur grenzt im Nordosten an Wahn und Lind, im Südosten an Troisdorf-Spich, im Süden an Niederkassel-Uckendorf, im Westen an Niederkassel-Ranzel und im Nordwesten an Zündorf.

## Geschichte
1183 erfolgte die erste urkundliche Nennung des Dorfes Libur; eine weitere Nennung befindet sich im Mirakelbuch Annos II. von 1185: „villula Lebure“. Im Jahre 1411 fand sich die Schreibweise „Lebur“.
Für den Ortsnamen werden zwei unterschiedliche Bedeutungsmöglichkeiten angeführt: Einmal kann es Obdach oder Schutz bedeuten. Es ist aber auch eine Herleitung von den althochdeutschen Begriffen lê = „Grabhügel“ und bûr = „Haus“, „Wohnung“ möglich. Dann wäre der Ortsname als „Wohnort am Grabhügel“ zu verstehen.
Seit dem Mittelalter gehörte der Ort zum Amt Porz im Herzogtum Berg. Mit der Errichtung des Großherzogtums Berg (1806) und der Neugliederung der Verwaltung nach französischem Vorbild (1808) kam Libur an das Département Rhein. Seit 1815 gehörte der Ort zu der preußischen Bürgermeisterei Wahn im Kreis Mülheim und von 1822 an zur Rheinprovinz.
im Jahr 1924 wurde in Libur eine Freiwillige Feuerwehr gegründet. Die Löschgruppe Libur der Freiwilligen Feuerwehr existiert bis heute. Mit der Eingemeindung in das Stadtgebiet der Stadt Köln, wurde sie in die Organisationsstruktur der Feuerwehr Köln überführt. Sie ist heute für den Brandschutz und die technische Hilfeleistung im Ortsteil Libur zuständig.
Die Bürgermeisterei wurde 1927 in Amt Wahn umbenannt und ging 1929 bei der Zusammenlegung mit dem Amt Heumar in das Amt Porz über. Infolge der Auflösung des Kreises Mülheim wurde das Amt Porz dann im Jahr 1932 Teil des Rheinisch-Bergischen Kreises. Die Eingemeindung nach Köln erfolgte im Jahre 1975.
In dem Feuerlöschteich Schullekul wurden nach den letzten Kampfhandlungen im April 1945 deutsche Waffen und Munition versenkt. Durch die Nähe zur Schule, mit Munition spielenden Kindern, der Geruchsbelästigung und der Mückenplage existierte im Ort ein großes Interesse an Abhilfe. Die Räumung wurde erst vier Jahre nach den ersten Anfragen am 18. März 1957 beschlossen. Die Räumungsarbeiten nahmen 66 Tage in Anspruch und konnten am 15. Juni 1957 abgeschlossen werden. Dabei wurden größere Mengen Kriegsmaterial geborgen und vernichtet.
Seit 2005 steigt die Bevölkerungszahl Liburs als Folge der Ausweisung von Neubaugebieten stetig an.

## Bevölkerungsstatistik
Struktur der Bevölkerung von Köln-Libur (2021):
- Durchschnittsalter der Bevölkerung: 41,7 Jahre (Kölner Durchschnitt: 42,3 Jahre)
- Ausländeranteil: 7,1 % (Kölner Durchschnitt: 19,3 %)
- Arbeitslosenquote: 5,2 % (Kölner Durchschnitt: 8,6 %)

## Religion
Im Ortskern befindet sich die katholische Pfarrkirche St. Margaretha. Sie gehört heute mit den Kirchen St. Aegidius Wahn, Christus König Wahnheide, St. Bartholomäus Urbach und St. Mariä Himmelfahrt Grengel zum Pfarrverband Christus König.
1482 stiftete der Graf von Plettenberg zunächst eine Vikarie. 1582 wurde in Libur eine Feldkapelle zu Ehren Margaretas von Antiochia errichtet. 1849 wurde die Vikarie dann zur selbständigen Pfarrei erhoben. Nachdem die Feldkapelle für Gottesdienste zu klein geworden war, wurde am 25. April 1909 der Grundstein der heutigen Pfarrkirche St. Margaretha gelegt; die Weihung erfolgte am 13. Juli 1910. Anfang 1911 wurde die alte Feldkapelle abgerissen. Am 30. November 1911 erfolgte die Konsekration durch Weihbischof Joseph Müller.